# Hennin

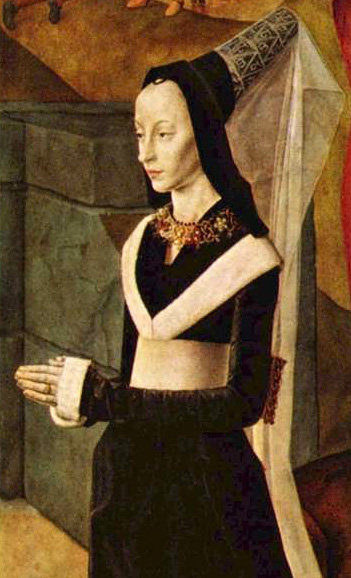
Vrouw met Hennin (detail van schilderij door Hugo van der Goes)

Een hennin was een lange, spits toelopende hoofdbedekking (puntige muts) van West-Europese vrouwen uit de hogere klasse in de tweede helft van de vijftiende eeuw.
Aan de kegelvormige hoofdbedekking was veelal aan het uiteinde een sluier verbonden, waarvan het einde in de hand werd gedragen of om het middel werd vastgemaakt.
De hennin was maar enkele decennia in de mode, tijdens de jaren zestig en zeventig van vijftiende eeuw. Vanaf de jaren tachtig werd de hoge hoed meer afgeplat. De hennin was vooral populair in Frankrijk en Bourgondië, maar werd ook in Engeland gedragen.
Dit opvallende modeaccessoire, dat zo herkenbaar is uit de portretkunst van die tijd, schijnt direct geïnspireerd te zijn op de kenmerkende hoeden die men omstreeks 1450 aan het Ottomaanse hof droeg en geeft de invloed van de Ottomaanse kledij op de Europese mode in die tijd goed weer. De hennin vormde het eindpunt in een evolutie naar steeds hogere hoofdbedekkingen voor vrouwen van de adel die in de jaren tien was ingezet. In de jaren twintig ontstond een gehoornd kapsel bekroond met een bourrelet. Waar de twee gehoornde uitsteeksels aanvankelijk aan de zijkanten van het hoofd werden gedragen, werden deze tegen de jaren vijftig boven op het hoofd gedragen. Vandaar was het nog een kleine stap naar de enkele spitse hennin.
Zie in dit verband ook fontange, huik en kaproen.